# Dalkeith Saints
Il Dalkeith Saints è stata una società di pallacanestro scozzese fondata nel 1964 a Dalkeith, un sobborgo di Edimburgo.

## Storia
Originariamente costituita nel 1923 come Dalkeith St. John's & Kings Park Lads Club e membro fondatore del Midlothian Union of Boys Clubs, fu rinominata Dalkeith Saints dal presidente Alex Jack.
Dopo le prime esperienze con formazioni giovanili la società formò una squadra senior nel 1964 e nel 1969 venne invitata a partecipare al primo campionato nazionale scozzese di pallacanestro.
La squadra maschile è stata una delle migliori formazioni della Scozia tra gli anni '70 e i primi anni '80, raggiungendo tre finali di Coppa scozzese in sei anni e arrivando a competere anche in Europa nella Coppa Korac del 1979-80 (sconfitto dal Valladolid nel secondo turno preliminare), mentre la squadra femminile ha vinto la Coppa di Scozia per due volte e ripetutamente il campionato.
Gli anni '90 vedono la formazione retrocedere anche seconda divisione fino alla scelta, nel 1997, di unirsi con i Livingston Bulls, altra formazione storica della pallacanestro scozzese, per formare i Midlothian Bulls.
Attualmente è presente una formazione femminile, le Midlothian Saints, ultima emanazione dei Dalkeith Saints.